# Gerd-Günter Voß

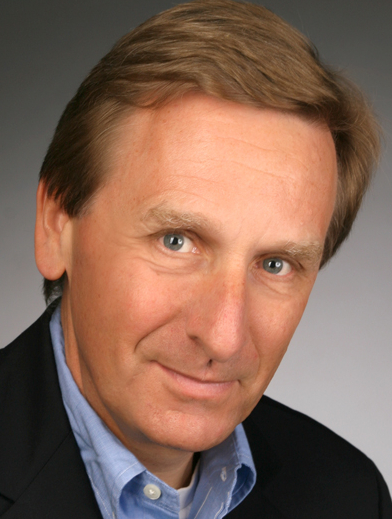
G. Günter Voß

Gerd Günter Voß (* 24. Juni 1950 in Setterich, Nordrhein-Westfalen) ist ein deutscher Soziologe.

## Leben
Nach dem Abitur 1968 war Voß bis 1974 Berufssoldat. Für einen neuen Ausbildungsweg studierte er bis 1979 Soziologie, Politologie und Psychologie an der Universität München. Er war Stipendiat der Friedrich-Ebert-Stiftung und wurde bei Karl Martin Bolte in München 1984 mit einer Studie zur industriessoziologischen Arbeiterbewustseinsforschung promoviert sowie 1990 auf Basis einer Schrift zur Begründung einer Soziologie alltäglicher Lebensführung habilitiert.
Bis 1994 arbeitete er als Wissenschaftlicher Assistent an der Universität München und war zeitgleich Mitarbeiter an den DFG-Sonderforschungsbereichen 101 („Sozialwissenschaftliche Berufs- und Arbeitskräfteforschung“) und 333 („Entwicklungsperspektiven von Arbeit“). Von 1994 bis 2015 war er Professor für Industrie- und Techniksoziologie an der TU Chemnitz.
Voß war bis 2019 Vorstandsmitglied der TIM-Stiftung, die Kompetenzen zur Lebensführung von Kindern und Jugendlichen fördert.

## Wissenschaftliche Ausrichtung
G. Günter Voß gilt als Vertreter einer in den 1980er Jahren aus empirischen Forschungsprojekten zur Arbeits- und Berufssoziologie konzeptionell von Karl Martin Bolte und anderen entwickelten, auf alltagsnahes soziales Handeln bezogenen subjektorientierten Soziologie. Voß entwickelte vor diesem Hintergrund 1998 in Verbindung mit Überlegungen zur Subjektivierung und Entgrenzung der Arbeit gemeinsam mit Hans J. Pongratz die richtungsweisende arbeitssoziologische Leitvorstellung einer sich verstärkt selbst vermarktenden Arbeitskraft („Arbeitskraftunternehmer“). 2005 veröffentlichte er gemeinsam mit Kerstin Rieder die These vom „arbeitenden Kunden“, der zufolge Verbraucher als warenkaufende Konsumenten zunehmend als unbezahlte informelle Arbeitskräfte in betriebliche Funktionsprozesse eingebunden werden. Beide Prozesse rückbeziehen sich auf in den 1980er Jahren entwickelte Überlegungen zur mikro-empirischen Untersuchung des Alltagslebens über das soziologische Konzept der „Alltäglichen Lebensführung“, greifen einen Begriff von Max Weber auf und setzen sich zugleich vom ähnlich gelagerten Konzept des Lebensstils ab. Diese in der deutschen Gegenwartssoziologie vor allem von Voß entwickelten und publizierten Ansätze und Forschungen können als Beiträge zu einer reflexiv-handlungsorientierten Subjektsoziologie angesehen werden, deren weitergehende theoretische und methodologische Ausarbeitung und Begründung bisher noch aussteht.
In enger Verbindung mit den Forschungen zur Subjektivierung und Entgrenzung von Arbeit entstanden in den letzten Jahren mehrere Studien zu den psycho-sozialen Folgen des Strukturwandels von Arbeit (Zeit- und Leistungsdruck, Burnout-Syndrom usw.). Arbeitsschwerpunkt nach der Emeritierung sind inzwischen mit einem anthropologisch erweiterten subjektorientierten Fokus die gesellschaftlichen Folgen robotisierter Technologien.
Insgesamt ist seine Arbeit geprägt von „Wandel von Beruf und Arbeit im Zuge der Weiterentwicklung der Arbeitsgesellschaft und des modernen Kapitalismus“.

## Schriften (Auswahl)
als Autor/Mitautor
- Lebensführung als Arbeit. erweiterte Neuauflage. R. Hampp, München / Augsburg 2021, ISBN 978-3-95710-286-7.
- Der arbeitende Nutzer. Über den Rohstoff des Überwachungskapitalismus. Campus, Frankfurt am Main / New York 2020, ISBN 978-3-593-51237-2.
- Arbeitende Roboter – Arbeitende Menschen. Über subjektivierte Maschinen und menschliche Subjekte. In: Alexander Friedrich u. a. (Hrsg.): Arbeit und Spiel. Jahrbuch Technikphilosophie 2018. Nomos, Baden-Baden 2018, ISBN 978-3-8487-4279-0, S. 139–180.
- mit Christoph Handrich und Carolyn Koch-Falkenberg: Professioneller Umgang mit Zeit- und Leistungsdruck. Nomos/edition sigma, Baden-Baden 2016, ISBN 978-3-8487-2944-9.
- mit Karin Jurczyk und Margit Weihrich: Conduct of Everyday Life in Subject-Oriented Sociology: Concept and Empirical Research. In: Ernst Schraube, Charlotte Højholt (Hrsg.): Psychology and the conduct of everyday life. Routledge, London 2015, S. 34–64.
- mit Frank Kleemann, Christian Eismann, Tabea Beyreuther, Sabine Hornung und Kathrin Duske: Unternehmen im Web 2.0. Zur strategischen Integration von Konsumentenleistungen durch Social Media. Campus, Frankfurt am Main / New York 2012, ISBN 978-3-593-39772-6.
- mit Karin Jurczyk, Michaela Schier, Andreas Lange und Peggy Szymenderski: Entgrenzte Arbeit – entgrenzte Familie. Grenzmanagement im Alltag als Herausforderung. edition sigma, Berlin 2009, ISBN 978-3-8360-8700-1.
- mit Kerstin Rieder: Der Arbeitende Kunde. Wenn Konsumenten zu unbezahlten Mitarbeitern werden. Campus, Frankfurt am Main / New York 2005, ISBN 3-593-37890-6.
- mit Hans J. Pongratz: Arbeitskraftunternehmer. Erwerbsorientierungen in entgrenzten Arbeitsformen. edition sigma, Berlin 2003, ISBN 3-89404-978-2.
- Die Entgrenzung von Arbeit und Arbeitskraft. Eine subjektorientierte Interpretation des Wandels der Arbeit. In: Mitteilungen aus der Arbeitsmarkt- und Berufsforschung . Bd. 31, Heft 3, 1998, S. 473–487.
- mit Hans J. Pongratz: Der Arbeitskraftunternehmer. Eine neue Grundform der Ware Arbeitskraft? In: Kölner Zeitschrift für Soziologie und Sozialpsychologie. Bd. 50, Heft 1, 1998, S. 131–158.
- Lebensführung als Arbeit. Über die Autonomie der Person im Alltag der Gesellschaft. Enke, Stuttgart 1991, ISBN 3-432-99421-4.
- Bewußtsein ohne Subjekt? Eine Kritik des industriesoziologischen Bewußtseinsbegriffs. R. Hampp, München 1984, ISBN 3-924346-07-0.

als Herausgeber/Mitherausgeber
- mit Georg Jochum, Karin Jurczyk und Margit Weihrich: Transformationen alltäglicher Lebensführung. Konzeptionelle und zeitdiagnostische Fragen. Beltz Juventa, Weinheim/Basel 2020, ISBN 978-3-7799-6128-4.
- mit Rolf Haubl und Brigitte Hausinger: Riskante Arbeitswelten. Zu den Auswirkungen moderner Beschäftigungsverhältnisse auf die psychische Gesundheit und die Arbeitsqualität. Campus, Frankfurt am Main / New York 2013, ISBN 978-3-593-39965-2.
- mit Rolf Haubl, Nora Alsdorf und Christoph Handrich: Belastungsstörung mit System. Die zweite Studie zur psychosozialen Situation in deutschen Organisationen. Vandenhoeck-Ruprecht, Göttingen 2013, ISBN 978-3-525-40343-3.
- mit Fritz Böhle und Günther Wachtler: Handbuch Arbeitssoziologie. 2 Bände. 2., überarbeitete und erweiterte Auflage. Springer VS, Wiesbaden 2018, ISBN 978-3-658-14457-9, ISBN 978-3-658-21703-7.
- mit Wolfgang Dunkel: Dienstleistung als Interaktion. R. Hampp, München/Mering 2004, ISBN 3-87988-831-0.
- mit Karin Gottschall: Entgrenzung von Arbeit und Leben. Zum Wandel der Beziehung von Erwerbstätigkeit und Privatsphäre im Alltag. R. Hampp, München / Mering 2003, ISBN 3-87988-798-5.
- mit Manfred Moldaschl: Subjektivierung von Arbeit. 2. Auflage. R. Hampp, München/Mering 2003, ISBN 3-87988-745-4.